# Eileen Ryan
Eileen Ryan, właśc. Eileen Annucci (ur. 16 października 1927 w Nowym Jorku, zm. 9 października 2022 w Malibu) – amerykańska aktorka telewizyjna i filmowa. Matka aktora i reżysera Seana Penna.

## Kariera
Do połowy lat 80. była przede wszystkim aktorką telewizyjną, występując się w licznych serialach. Na dużym ekranie pojawiła się po raz pierwszy w 1986 w filmie Jamesa Foleya pt. W swoim kręgu, w którym grała u boku swoich synów. Od tego czasu zagrała w kilkunastu filmach; także tych wyreżyserowanych przez Seana.

## Życie prywatne
Urodziła się w Nowym Jorku jako córka pochodzącej z Irlandii pielęgniarki Rose Ryan oraz dentysty Giuseppe Annucciego, który przybył do USA z Włoch.
Od 1957 była żoną reżysera telewizyjnego Leo Penna. Byli małżeństwem do jego śmierci 5 września 1998. Mieli trzech synów: Michaela (ur. 1958), Seana (ur. 1960) i Chrisa (ur. 1965, zm. 2006). Najstarszy z nich jest muzykiem; młodsi zostali aktorami. Sean jest laureatem dwóch Oscarów dla najlepszego aktora pierwszoplanowego; wyreżyserował także kilka filmów.

## Filmografia
Filmy:
- W swoim kręgu (1986) jako babcia Brada
- Rozprawa w Berlinie (1988) jako matka Guenthera X
- Zimowi ludzie (1989) jako Annie Wright
- Spokojnie, tatuśku (1989) jako Marilyn Buckman
- Indiański biegacz (1991) jako pani Baker
- Benny i Joon (1993) jako pani Smail
- Obsesja (1995) jako kobieta w sklepie
- Wszędzie, byle nie tu (1999) jako Lillian
- Magnolia (1999) jako Mary
- Obietnica (2001) jako Jean
- Jestem Sam (2001) jako Estelle Dawson
- Atak pająków (2002) jako Gladys
- Zabić prezydenta (2004) jako matka Marie
- Krwawa uczta (2005) jako babcia
- Wszyscy ludzie króla (2006) jako Lily Littlepaugh
- Matka i dziecko (2009) jako Nora
- Zgotuj im piekło, Malone (2009) jako Gloria
- Spotkanie (2011) jako Betty
- Rules Don't Apply (2016) jako babcia Franka

Seriale TV:
- Strefa mroku (1959-64) jako Nora Reagan (gościnnie, 1960)
- Bonanza (1959-73) jako Amanda Gates/Abigail Jones/Emily (gościnnie w 3 odcinkach; 1961, 1962 i 1972)
- Domek na prerii  (1974-83) jako pani Kennedy (gościnnie, 1974)
- Matlock (1986-95) jako Lily Wyckoff (gościnnie, 1992)
- Nowojorscy gliniarze (1993-2005) jako pani Treet (gościnnie, 1996)
- Ostry dyżur (1994-2009) jako Barbara Dean (gościnnie, 1996)
- Ally McBeal (1997–2002) jako Bria Tolson (gościnnie, 1999)
- Powrót do Providence (1999–2002) jako Eleanor Walters (gościnnie, 2001)
- CSI: Kryminalne zagadki Las Vegas (2000-15) jako Rose Bennett (gościnnie, 2001)
- Bez śladu (2002-09) jako Maura O’Connell (gościnnie, 2005)
- Zakładnicy (2006-07) jako pani Cavanaugh (gościnnie)
- Prywatna praktyka (2007-13) jako Marion (gościnnie, 2011)
- Główny podejrzany (2011-12) jako Susan Whitney (gościnnie)
- Chirurdzy (od 2005) jako Marjorie Reed  (gościnnie, 2014)
- Jak zdrówko? (2013-15) jako pani Roth (gościnnie, 2014)